# Leucania penicillata
Leucania penicillata là một loài bướm đêm trong họ Noctuidae.